# Ivan (voornaam)
Ivan of Yvan is een mannelijke voornaam. Het is de Slavische vorm van de naam Johannes, dat weer de Griekse vorm is van de Hebreeuwse naam Jochannan.
Verschillende talen kennen varianten op de naam Yvan:
- John (Engels)
- Giovanni, Gianni (Italiaans)
- Jean, Yvan, Yannick (Frans)
- Juan (Spaans)
- Johann (Duits)
- Jan (Nederlands, Tsjechisch en Pools)
- Ian (Schots)
- Iwan (Scandinavisch, Duits, Nederlands)
- Ion (Grieks)
- Ivan (Russisch)